# Karl Nolde
Karl Nolde (* 25. Juni 1902 in Leipzig; † 1994 in Marfil-Guanajuato/Mexiko) war ein deutscher Maler und Widerstandskämpfer gegen den Nationalsozialismus.

## Leben und Werk
Nolde war der Sohn eines Tischlers und der Bruder des Bildhauers Fritz Nolde. Er arbeitete nach dem Studium als freischaffender Maler in Leipzig. 1927 veröffentlichte die Zeitschrift „Jugend“ eine Karikatur Noldes. Seit 1930 gehörte Nolde in Leipzig der Assoziation revolutionärer bildender Künstler (ASSO) an. Er wohnte mit seinem Bruder in Leipzig in der Josephstraße 25. Wie dieser beteiligte er sich am kommunistischen Widerstand gegen die Nazis. 1935 wurde er zu eineinhalb Jahren Zuchthaus verurteilt, im selben Jahr aber vorzeitig entlassen. 1937 wurden im Rahmen der deutschlandweiten konzertierten Aktion „Entartete Kunst“ nachweislich aus dem Kaiser-Wilhelm-Museum Krefeld zwei Bilder Noldes beschlagnahmt. Nach der Entlassung aus dem Zuchthaus emigrierte Nolde in die Tschechoslowakei, 1939 nach England und 1940 in die USA.
Er lebte in New York und Los Angeles, bevor er sich 1959 in Mexiko als Künstler niederließ, von wo er immer wieder nach Los Angeles pendelte. In seiner künstlerischen Tätigkeit kombinierte er während dieser Zeit den deutschen Expressionismus mit volkstümlichen mexikanischen Einflüssen. Er selbst umschrieb seine dort entstandenen Gemälde mit „vielleicht chagallisch“. 1946 erhielt Nolde in den USA den mit 1000 Dollar dotierten Campana Prize. Bilder Noldes befinden sich u. a. im Pasadena Art Museum (ein Gouache-Stillleben).

## Werke

### 1937 als „entartet“ beschlagnahmte Bilder
- Sandgrube (Aquarell; ging an Hildebrand Gurlitt, Verbleib ungeklärt)
- Zeche (Aquarell; ging an Hildebrand Gurlitt, Verbleib ungeklärt)

### Weitere Werke (Auswahl)
- Porträt von Dimitri Karamasow (1929, Kohlezeichnung, 46,5 × 39,0 cm; Herzog Anton Ulrich Museum Braunschweig)[9]

## Personalausstellungen (unvollständig)
- 1945/1946: Pasadena, Norton Simon Museum

- 1982 Leipzig, Museum der bildenden Künste
- postum 2023: Wittenberg, Cranach-Stiftung (mit Fritz Nolde)[10]